# Chris Hughes
Chris Hughes, född 26 november 1983 i Hickory i North Carolina, är en amerikansk entreprenör. Han är medgrundare av nätverkssajten Facebook tillsammans med Harvardrumskamraterna Mark Zuckerberg, Dustin Moskovitz och Eduardo Saverin.
Hughes arbetade vid Facebook från grundandet 2004 till 2007. Han ägde 2 % av företaget vid börsintroduktionen 2012.
Efter att ha lämnat Facebook 2007 arbetade han för Barack Obamas presidentvalskampanj. 2012 köpte han majoriteten av tidskriften The New Republic.